# Pustý zámek (hrad, okres Jeseník)
Hrad Pustý zámek stával v Račím údolí jihozápadně od Javorníka. Od roku 1993 je chráněn jako kulturní památka ČR.

## Historie
O hradu či opevnění se nedochovaly žádné písemné zmínky. Díky výhledu do slezské roviny pravděpodobně sloužil jako pozorovatelna pro nedaleký hrad Rychleby. Nálezy keramiky datovaly existenci objektu do první poloviny 14. století.

## Popis
Stával na strmém skalním hřebeni. Podoba byla pravděpodobně archaická. Půdorys objektu měl podobu podkovy o osách 30 a 26 metrů. Severní a východní stranu chránily strmé srázy, na jihu a západě zase příkop. Přes něj ovšem nevedl žádný most, jen na západní straně terénní lavice, jenž spojoval hrad s okolím. Za ní se nacházela na sever vedoucí terasa ve tvaru půlměsíce kudy vedla přístupová cesta, kterou kromě příkopu chránila také palisáda. Na severním konci terasy býval vstup do objektu. Jádro hradu pravděpodobně ohraničovala zídka z navršených kamenů. Blíže neznámá zástavba byla vybudována ze dřeva nebo ze dřeva s hlínou. Na západní straně se zachovala čtverhranná jáma o rozměrech 2,4 × 2,5 metru.